# Бофремон, Луи де
Принц Луи де Бофремон (фр. Louis de Bauffremont; 21 ноября 1712 — ранее 2 декабря 1769), князь Священной Римской империи — французский генерал, участник войн Людовика XV.

## Биография
Сын Луи-Бенина де Бофремона, маркиза де Листене и Клерво, и Элен де Куртене.
Маркиз, затем принц де Бофремон, сеньор герцогства Пон-де-Во, маркиз де Мирбо и де Марне, граф де Шарм и де Бурлемон, виконт де Сален и де Мариньи, барон де Се-сюр-Сон, Клерво, Флажи, Виллер-ла-Фе, Фоконье, Мелизе, Трав, Коркондре, Сен-Сорлен, Ресен и Дюрн, сеньор пятнадцати других земель, и прочее.
6 июля 1723 назначен лейтенантом драгунского полка Бофремона (реформированного состава мирного времени). В 1727 году отправлен для обучения в кадетскую роту в Страсбурге. 13 января 1728 получил роту в своем полку, а 4 декабря, после отставки своего отца, стал его командиром.
Командовал полком при осаде Келя (1733), Филиппсбурга (1734) и в Рейнской армии (1735). После выхода в отставку своего тестя, маркиза де Монмена, 8 июня 1736 получил его должность губернатора Сеселя.
1 января 1740 произведен в бригадиры, в ноябре пожалован в рыцари Военного ордена Святого Людовика. 24 сентября 1741 выступил с полком из форта Луи к австрийской границе, где нес охрану в составе войск графа де Сегюра, содействовал обороне Линца и вернулся во Францию в январе 1742 после капитуляции этой крепости, будучи отпущен под честное слово не участвовать в войне в течение года.
16 мая 1743 получил назначение в Рейнскую армию, сражался в битве при Деттингене под командованием маршала де Ноая, и закончил кампанию в Нижнем Эльзасе.
1 апреля 1744 определен во Фландрскую армию Морица Саксонского. 7 июня произведен в лагерные маршалы (патент от 2 мая), отказался от командования полком в пользу одного из братьев, прикрывал осады Менена, Ипра и Фюрна, и закончил кампанию в лагере Куртре. 1 ноября был назначен на зимний период командующим в Менене.
1 апреля 1745 назначен в армию короля, участвовал в битве при Фонтенуа, осадах города и цитадели Турне, Ауденарде и Дендермонде; согласно приказу от 1 ноября, зимой командовал в Дендермонде под началом маркиза де Клермон-Галлеранда. Участвовал в атаках при осаде Брюсселя в феврале 1746.
1 мая 1746 снова назначен в армию короля; после осады цитадели Антверпена отправился с корпусом войск графа де Клермона, и отличился, действуя во главе различных отрядов: был при осаде Намюра, сражался в битве при Року, и 1 ноября был назначен на зиму командующим в Ауденарде.
1 мая 1747 определен в армию короля, 5-го ему был передан драгунский полк Бофремона, от которого отказался его брат. Участвовал в битве при Лауфельде, 1 ноября был назначен на зиму командующим в Шарлеруа.
15 апреля 1748 назначен во Фландрскую армию, служил при осаде Маастрихта, 10 мая произведен в генерал-лейтенанты (официально — с декабря). По окончании кампании вернулся в Шарлеруа, где оставался до конца февраля.
С началом Семилетней войны 1 марта 1757 назначен в Германскую армию. В том же месяце получил от великого магистра Мальтийского ордена позволение носить орденский крест.
Дипломом, выданным императором Францем I 8 июня 1757 в Вене, Луи де Бофремон был возведен в достоинство имперского князя, так же как его потомки, его братья и их потомки, как наследники дома де Горрево, имевшего княжеский титул с 1623 года. По условиям пожалования Бофремоны должны были прибавить имя и герб Горрево к своим родовому имени и гербу.
Принимая во внимание родство Бофремонов с Бургундским домом, и блеск их фамилии, император также пожаловал им титул кузена, и король Франции постановлением от 13 декабря 1759 сделал аналогичное пожалование.
В 1757 принц де Бофремон участвовал в битве при Хастенбеке и оккупации Ганновера, вернувшись во Францию в январе 1758.
1 мая 1758 снова назначен в Германскую армию, сражался в битве при Миндене 1 августа. Отделившись 12 сентября с двумя пехотными бригадами, двумя драгунскими и одним гусарским полком, он овладел высотами между Гиссеном и Клейнлинном, обеспечив коммуникации армии с резервами. Вернулся во Францию по окончании кампании.

## Семья
Жена (24.04.1735, Безансон): Мари-Сюзанна-Симона-Фердинанда де Тенарр (1722—1800), дочь Анри-Фердинанда де Тенарра, маркиза де Монмен, генерал-лейтенанта армий короля, и Анны-Жозефы-Фердинанды де Граммон, дамы де Фоконье. В 1757 году получила право носить большой крест Мальтийского ордена, так как её предки имели право назначения командоров ордена в Тоскане.
Дочь:
- Луиза-Бенин-Мари-Октавия-Жаклин-Лоранс де Бофремон (1750—?). Муж (22.11.1762): принц Жозеф де Бофремон (1714—1781), вице-адмирал Франции, её дядя